# Гролимунд, Отто
Отто Гролимунд (нем. Otto Grolimund; 9 января 1918, Тримбах, Ольтен-Гёсген — 6 октября 1997, Ванген-бай-Ольтен, Ольтен-Гёсген) — швейцарский хоккеист на траве, нападающий. Участник летних Олимпийских игр 1948 года.

## Биография
Отто Гролимунд родился 9 января 1918 года в швейцарской коммуне Тримбах.
Играл в хоккей на траве за «Ольтен».
В 1948 году вошёл в состав сборной Швейцарии по хоккею на траве на летних Олимпийских играх в Лондоне, поделившей 5-6-е места. Играл на позиции нападающего, провёл 2 матча, забил 1 мяч в ворота сборной Афганистана.
Умер 6 октября 1997 года в швейцарской коммуне Ванген-бай-Ольтен.